# キンダ型巡洋艦
キンダ型巡洋艦（英語: Kynda class cruiser）は、ソビエト連邦海軍・ロシア海軍が運用していたミサイル巡洋艦（RKR）の艦級に対して付与されたNATOコードネーム。ソ連海軍での正式名は58型ミサイル巡洋艦（ロシア語: Ракетные крейсера проекта 58）であった。また「グロズヌイ」をネームシップとしてグロズヌイ級巡洋艦（ロシア語: Крейсера тип «Грозный», 英: Grozny-class cruiser）と称されることもある。
ソ連海軍巡洋艦としては初めて対艦ミサイルを主兵装とし、また核兵器を搭載した水上戦闘艦でもあった。政府が大型水上戦闘艦の存在意義を疑問視していた時期であり、またソ連海軍の主任務が対水上戦から対潜戦に切り替わる移行期であったことから、1960年代半ばに4隻が建造されるに留まったが、続く1134型（クレスタ-I型）のベースとなるなど、技術的意義は非常に大きかった。

## 来歴
1956年12月、セルゲイ・ゴルシコフ海軍総司令官は「誘導ジェット兵器を備える駆逐艦の戦術・技術規則」を承認し、第35中央設計局にその設計を指示した。同設計局は、ニチキン主任設計官のもとで設計を進め、1958年3月には58型の技術案をまとめた。当初は16隻の建造が計画されたものの、当時のソビエト連邦の最高指導者であったニキータ・フルシチョフ共産党第一書記は、本型を実戦用の軍艦というよりは「外国を訪問する際に使用する、ソ連造艦技術の象徴」として捉えていたことから、建造数は4隻に制限された。なお、当初の艦種呼称は上記の通り「ジェット兵器搭載艦」であったが、巡洋艦を失うことを憂慮した海軍上層部への配慮から、1960年代に入ってから「ミサイル巡洋艦」とされている。

## 設計

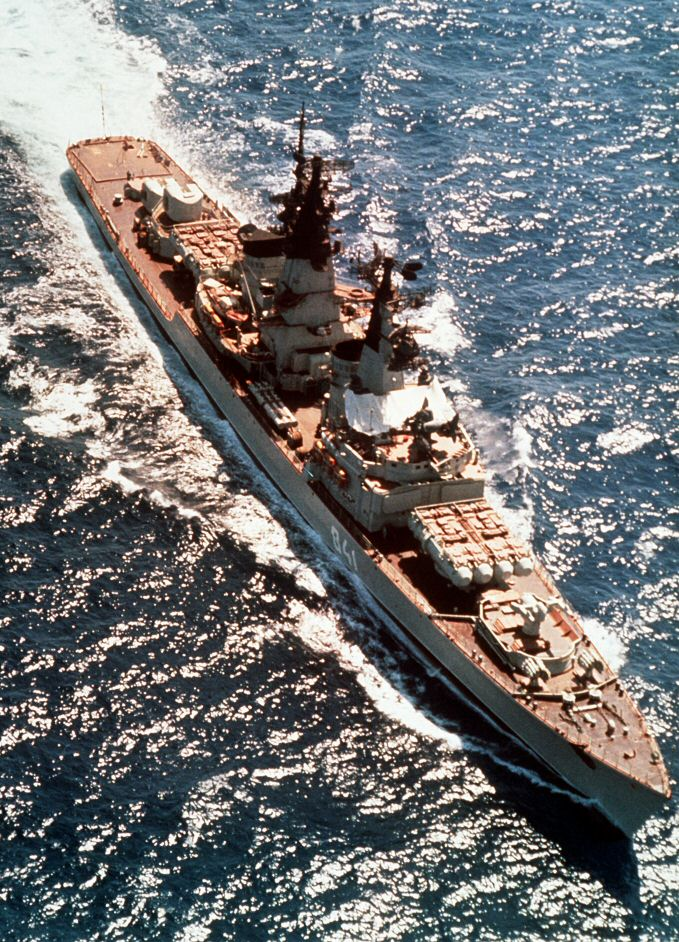
「アドミラル・ゴロフコ」。

設計にあたっては57bis型大型ミサイル艦（56型駆逐艦の発展型、満載排水量4,072トン; 計画のみ）が参考とされたが、本型ではシステム艦的なアプローチが採択されたことから、設計作業は難航した。排水量に関する制限をクリアするため、上部構造物にはアルミニウム・マグネシウム合金が採用されている(具体的にはAMG-6型および6T型)。また船体にはSHL-4型高張力鋼が採用された。船型としては長船首楼型が採用されている。主機関は41型（タリン型）や上記2艦級と同様にボイラー4缶と蒸気タービン2基とされたが、排水量増加にもかかわらず速力増強を要求されたことから出力は強化された。KVN-95/64型ボイラーは、蒸気圧力は64 kgf/cm2 (910 lbf/in2)、温度470℃、蒸気発生量は毎時95トンの性能を備えており、本型では、最大出力時の燃料消費量は毎時0.85トンであった。

## 装備
本型は対水上戦（ASuW）に重点をおいていて、戦術・技術規則においては、「仮想敵の軽巡洋艦・駆逐艦・大型輸送船およびジェット兵器を備える艦艇の殲滅」が主任務として規定されており、のちに「機動部隊の撃破」が追加された。そのための主兵装となるのが250kmの長射程（後に350kmに延伸）を誇る艦対艦ミサイルであるP-35（SS-N-3B）であり、これは4連装のSM-70型発射機に収容されて、上部構造物の前後に1基ずつ配置された。SM-70型発射機は120度の旋回と25度までの仰角を取らせることが可能であり、12分ごとに2発ずつ斉射可能（後に4発ずつ）であった。再装填装置も設置されており、搭載弾数は計16発となる。冷戦中には、これらの4分の1は核弾頭型とされるのが標準的であった。艦上の攻撃指揮装置としてはビノム型が用いられ、また航空機による誘導も可能である。
一方、防空用としては、前甲板にはM-1「ヴォルナ」（NATO名 SA-N-1「ゴア」）艦隊防空ミサイル・システム用のZIF-101 連装発射機が1基、後甲板には2基のAK-726 60口径76mm連装高角砲が背負い式に配置されたが、砲射撃指揮装置（GFCS）であるMR-105「ツレル」は1基のみの搭載となった。メインセンサーとしては、Cバンドの対空・対水上レーダーであるMR-300「アンガラー」（NATO名「ヘッド・ネット-A」）が搭載された。
なお、設計の最終段階において、艦尾甲板にヘリコプター甲板と航空給油設備が追加されたが、格納庫は持たないため、ヘリコプターの運用能力は限定的である。

## 配備
本型の建造は1960年より開始され、1962年から順次に運用を開始した。以後、地中海・インド洋・太平洋と積極的に砲艦外交を展開した。ソビエト連邦の崩壊後、旧式化もあって順次に退役したが、黒海艦隊の「アドミラル・ゴロフコ」のみは1995年に現役復帰して黒海艦隊の旗艦となり、1999年のユーゴスラビア空爆の際には、偵察艦（情報収集艦）援護のため、カシン型、クリヴァク型と共にアドリア海に展開している。同艦は2002年まで在籍していた。
| #   | 艦名                                   | 起工            | 進水           | 就役            | 配備先     | 除籍           |
| --- | -------------------------------------- | --------------- | -------------- | --------------- | ---------- | -------------- |
| 780 | グロズヌイ «Грозный»                   | 1960年 2月23日  | 1961年 3月26日 | 1962年 12月30日 | バルト艦隊 | 1991年 6月24日 |
| 781 | アドミラル・フォーキン «Адмирал Фокин» | 1960年 10月5日  | 1961年 11月5日 | 1964年 11月28日 | 太平洋艦隊 | 1993年 6月30日 |
| 782 | アドミラル・ゴロフコ «Адмирал Головко» | 1961年 4月20日  | 1962年 6月18日 | 1964年 12月30日 | 黒海艦隊   | 2002年 11月    |
| 783 | ワリャーグ «Варяг»                     | 1961年 10月13日 | 1963年 4月7日  | 1965年 7月20日  | 太平洋艦隊 | 1990年 4月19日 |

## 登場作品
『沈黙の艦隊』
第38話から「グロズヌイ」と「ワリャーグ」が登場。架空の原子力潜水艦「やまと」を撃沈するため、他の太平洋艦隊所属艦とともに出撃し、沖縄沖にて戦闘を繰り広げるが、「グロズヌイ」は「やまと」が発射した魚雷を回避中にオグネヴォイ級駆逐艦「オスモトリテルヌイ」と衝突したことで沈没してしまい、「ワリャーグ」は「やまと」から2本の魚雷攻撃を受け、撃沈されてしまう。